# Fimbristylis brunneoides
Fimbristylis brunneoides är en halvgräsart som beskrevs av Johannes Hendrikus Kern. Fimbristylis brunneoides ingår i släktet Fimbristylis och familjen halvgräs. Inga underarter finns listade i Catalogue of Life.